# Freiwilligkeitskirche
Zu einer  Freiwilligkeitskirche gehören ausschließlich Mitglieder, die eine positive Entscheidung für die Kirchenzugehörigkeit getroffen haben. Die geschichtlichen Wurzeln der Freiwilligkeitskirchen liegen in der Täuferbewegung der Reformationszeit.

## Freiwilligkeitskirchen im engeren Sinne
Zu den Freiwilligkeitskirchen im engeren Sinne gehören unter anderem die Baptisten, die Mennoniten, die Freien evangelischen Gemeinden sowie die Adventisten. Sie lehnen daher die Kindertaufe ab und erwarten eine mündige Entscheidung für den christlichen Glauben und die Mitgliedschaft in der jeweiligen Kirchengemeinschaft. Wann diese Entscheidung getroffen werden kann, ist in den Freiwilligkeitskirchen nicht festgelegt. Einige freikirchliche Bewegungen erwarten jedoch, dass die Entscheidung zur Mitgliedschaft frühestens nach Eintritt der gesetzlich verankerten Religionsmündigkeit erfolgt. Der baptistische Theologe Erich Geldbach wehrt dabei dem Missverständnis, dass "die Kirche durch menschliche Entscheidungen zur Disposition stünde". Vielmehr sei die "'freie Entscheidung' zur Mitgliedschaft in einer Freikirche ... wie die Glaubensentscheidung auch, Gabe des Geistes und zugleich menschliche Antwort auf diese Gabe".

## Freiwilligkeitskirchen im weiteren Sinne
Freiwilligkeitskirchen im weiteren Sinne sind zum Beispiel die Evangelisch-methodistische Kirche  und die Evangelisch-altreformierten Kirche. Sie taufen zwar Säuglinge, erwarten aber, dass die so Getauften später einen Antrag stellen, in die volle Gemeinschaft der jeweiligen Kirche aufgenommen zu werden. An die Aufnahme sind dann gewisse Bedingungen geknüpft, die in den jeweiligen Kirchen variieren.

## Volkskirchen und Freiwilligkeit
Heute kann niemand mehr gezwungen werden, Mitglied einer Volkskirche zu bleiben. Der wesentliche Unterschied zwischen Freiwilligkeits- und Volkskirchen in diesem Zusammenhang ist jedoch, dass als Kinder getaufte Mitglieder der Volkskirchen nur negativ entscheiden können: Es steht ihnen nach Vollendung des 14. Lebensjahrs (Religionsmündigkeit) gesetzlich zu, aus der Kirche, deren Mitglied sie aufgrund einer Entscheidung ihrer Eltern geworden sind, auszutreten. In den Mitgliedskirchen der Evangelischen Kirche in Deutschland ist es zudem üblich, im Rahmen der Konfirmation die Jugendlichen nach ihrem Willen zu fragen, als Mitglied ihrer Kirche Jesus Christus nachzufolgen.